# Foothold (Stargate SG-1)
Foothold (Punta de Lanza en Latinoamérica, Asentamiento en España) es el décimo cuarto episodio de la tercera temporada de la serie de televisión de ciencia ficción Stargate SG-1, y el quincuagésimo octavo capítulo de toda la serie.

## Trama
El SG-1 vuelve de una misión en un planeta muy lluvioso. Extrañamente el general Hammond, les pide que antes se bañen y vayan a la enfermería. Allí les dicen que hubo un derrame químico en el nivel 23, pero nada grave. Entonces son anestesiados por la Dra. Fraiser. 
Después Teal'c despierta y logra oír una conversación de Hammond y Fraiser con 2 seres alienígenas. Dicen que un procedimiento no resultó en él, ni en Carter, pero que aun la Tierra sigue siendo como un posible nuevo hogar. Cuando son transportados a otra sala, Teal'c aprovecha y escapa junto con la mayor Carter. Las alarmas pronto comienzan a sonar, por lo que Teal’c decide quedarse para servir de distracción, mientras Carter aprovecha para salir del Complejo en busca de ayuda. 
Ya afuera, Carter contacta con el coronel Maybourne y le informa sobre la infiltración de alienígenas en el SGC, y le dice que no hable con nadie más hasta haberse reunido con ella. Sin embargo, al juntarse, Maybourne le revela que llamó de todas formas al SGC, y allí le dijeron que la Mayor sobre de alucinaciones producto del “supuesto derrame en el nivel 23”. Además, acompañando a Maybourne vienen O'Neill y Daniel, quienes parecen actuar normales. Le dicen a Carter que ellos también se contaminaron, pero que ahora están mejor. Carter acepta volver, y los 4 viajan en un avión de regreso a la base. Mientras tanto, Teal'c es capturado y luego la doctora Fraiser comienza a experimentar con su simbionte.  
En el vuelo de regreso, Carter logra ver como el aspecto del coronel O'Neill cambia a un alienígeno por un momento. Rápidamente, ella toma un arma y le dispara a él y luego al Mayor Davis, quien intenta atacarla. Maybourne y Carter descubren pronto en el pecho de estos, pequeños mecanismos mimetizadores, que al parecer oscilan por efecto de algún tipo de frecuencia. 
En ese momento, en el SGC, los verdaderos O'Neill y Davis despiertan, colgando del techo de una sala, en medio de otras personas, incluyendo a Hammond y a la doctora Fraiser, pero inconscientes. Ellos ven como la Fraiser impostora entra a la sala y cuelga a un miembro del SGC, mientras da su apariencia a otro ser alienígeno. O'Neill y Davis se liberan ellos mismos, y tratan de liberar a Fraiser, pero esto hace sonar una alarma que es escuchada por el duplicado de esta. El alienígeno entonces va a revisar, pero es aturdido por O’Neill. 
Mientras tanto, Carter entra a la base disfrazada de Daniel. Pronto encuentra al coronel y el mayor Davis y les informa que las fuerzas de Maybourne van a retomar la base en 29 minutos. Para desactivar el disfraz extraterrestre, Carter reproduce el sonido del motor del avión y lo amplifica con unos parlantes por todo el SGC. En tanto, Maybourne y sus hombres aseguran el Complejo Cheyenne, lo que obliga a los aliens a huir por el Stargate. El SG-1 logra impedir con la mayoría escape cerrando el Portal, pero entonces el líder de estos seres activa una autodestrucción que lo acaba con él y el resto de los suyos. El personal restante del SGC se despertó tan pronto los alienígenos se fueron o murieron. Debido a que estos seres lograron tener acceso a varios códigos de la Tierra, se decide cambiarlos todos y borrar su mundo de origen, P3X-118, de la lista. Al final, Maybourne y el SG-1 tienen un inusual momento de respeto mutuo por la ayuda brindada para resolver la crisis. 

## Artistas invitados
- Tom McBeath como el coronel Maybourne.
- Colin Cunningham como el mayor Davis.
- Teryl Rothery como la Doctora Janet Fraiser.
- Richard Leacock como el coronel Brogen.
- Colin Lawrence como el sargento Warren.
- Dan Shea como el sargento Siler.
- Alex Zahara como el Líder Alien.
- Dion Johnstone como Alien #2.
- Tracy Westerholm como Vigilante SF.
- Biski Gugushe como Guardia SF.